# 筰都
筰都，中国古代少數民族。是羌人的一支，又稱筰、筰都夷，宋明以後固定称西番，自称白狼:57，又称白狼羌。原居於洮河流域（甘肅省南部和青海省东部）。
西汉政府在元鼎六年（前111年），于筰都夷的地区设立沈黎郡，治所在筰都县（今四川省汉源县），当地人都被发左衽，言语多好譬类，居处略与汶山夷相同。生长长年神药， 天汉四年（前97年），并入蜀郡为西部，置两都尉：旄牛都尉，主管徼外夷；青衣都尉，主管汉人。
公元7世紀中，包含白狼羌在內的羌人受到吐蕃壓迫，沿着金沙江、雅砻江南下，來到青藏高原東部（四川省西部）的大渡河流域，成為當時西昌地區的主要民族之一，其中一部分更沿伊洛瓦底江南遷，形成今日緬甸主體民族緬族。
蒙古帝國蒙哥汗在位期間，為了控制雲南，征調大批西番随軍征戰。這些西番結束了遷徙的遊牧生活，主要從事農耕，兼及畜牧、狩獵和手工業生産，形成今日的普米族。明朝時期，曾有普米族人被委任爲土司之職，以後，逐漸被納西族土司取而代之，普米族轉變爲納西族土司的隸屬百姓。

## 延伸阅读
[在维基数据编辑]
 《史記/卷116》，出自司馬遷《史記》
 《東觀漢記》

## 脚注
1. ↑  . zh.wikisource.org.   [2022-08-18]. （原始内容存档于2022-06-30） （中文）.
2. ↑  严汝娴. . 云南人民出版社. 1988  [2015-02-26]. （原始内容存档于2021-12-05）.
3. ↑  . www.neac.gov.cn.   [2022-08-18]. （原始内容存档于2022-08-18）.